# Михайловський Олександр Павлович
Олекса́ндр Па́влович Михайло́вський (9 жовтня 1987, м. Гайсин Вінницької області — 14 березня 2022, м. Золоте Луганської області) — солдат Збройних Сил України, учасник російсько-української війни, який загинув під час російського вторгнення в Україну.

## Життєпис
Народився 9 жовтня 1987 року в місті Гайсин Вінницької області. Мешкав у селі Забойках Тернопільського району Тернопільської області, де був зятем.
У 2014 році був призваний до Збройних Сил України. Проходив військову службу на посаді механіка-водія БМП-2. Учасник боїв за Дебальцеве. Під час оборони висоти 307,5, діючи як гранатометник РПГ-7, підбив два ворожих танки. Після бою 25 січня 2015 р. на пошкодженій БМП евакуював важкопоранених.
У 2017 році знов уклав контракт зі ЗС України. Загинув 14 березня 2022 року поблизу м. Золотого Луганської області. Похований 2 квітня 2022 року у селі Забойках Тернопільського району на місцевому кладовищі біля могили брата дружини — військовослужбовця Андрія Капчура.

## Нагороди
- орден «За мужність» III ступеня (26 лютого 2015) — за особисту мужність і героїзм, виявлені у захисті державного суверенітету та територіальної цілісності України, вірність військовій присязі під час російсько-української війни[2].
- орден «За мужність» III ступеня (8 травня 2022, посмертно) — за особисту мужність і самовіддані дії, виявлені у захисті державного суверенітету та територіальної цілісності України, вірність військовій присязі [3].
- медаль «За оборону м. Дебальцеве» (21 лютого 2016)[4].
- подяка голови Вінницької ОДА та обласної Ради — за патріотизм, особисту мужність, відвагу і самовідданість проявлені під час виконання службових обов'язків із забезпечення державної безпеки та цілісності України[4].